# تمشک ارونسیس
تمشک ارونسیس (نام علمی: Rubus arvensis) نام یک گونه از سرده تمشک است.